# Morphisme affine
En géométrie algébrique, un morphisme affine peut être pensé comme une famille de schémas affines paramétrée par un schéma de base.

## Définition
Si X est un schéma, un ouvert affine de X est une partie ouverte U de X qui, munie de la structure de schéma induite par celle de X, soit un schéma affine.
Soit {\displaystyle f:X\to Y} un morphisme de schémas. On dit que {\displaystyle f} est un morphisme affine si pour tout ouvert affine {\displaystyle V} de {\displaystyle Y}, {\displaystyle f^{-1}(V)} est un ouvert affine de X.
On montre que cette propriété est équivalente à la suivante qui est plus facilement vérifiable: il existe un recouvrement de {\displaystyle Y} par des ouverts affines {\displaystyle V_{i}} tels que {\displaystyle f^{-1}(V_{i})} soit un ouvert affine de X pour tout i.
Exemples
- Un morphisme entre deux schémas affines est toujours affine.

- Une immersion ouverte dans un schéma affine n'est affine que si le schéma de départ est également affine.

## Propriétés
- Une immersion fermée est un morphisme affine.

- La composition de morphismes affines est affine.

- Si {\displaystyle X\to Z} et {\displaystyle Y\to Z} sont affines, alors le produit fibré {\displaystyle X\times _{Z}Y\to Z} est affine.

- Si {\displaystyle X\to Y} est affine si {\displaystyle Z\to Y} est un morphisme de schémas, alors le changement de base {\displaystyle X\times _{Y}Z\to Z} est affine.

## Construction
Un morphisme affine {\displaystyle f:X\to Y} induit un faisceau quasi-cohérent d'algèbres {\displaystyle f_{*}{\mathcal {O}}_{X}} sur {\displaystyle {\mathcal {O}}_{Y}}.
Inversement, si {\displaystyle {\mathcal {A}}} est un faisceau quasi-cohérent d'algèbres sur {\displaystyle {\mathcal {O}}_{Y}}, alors on peut définir un Y-schéma {\displaystyle \pi :\mathrm {Spec} {\mathcal {A}}\to Y} tel que pour tout ouvert affine V de Y, {\displaystyle \pi ^{-1}(V)=\mathrm {Spec} ({\mathcal {A}}(V))}.
Soit {\displaystyle {\mathcal {E}}} un faisceau localement libre de rang r. On peut considérer le faisceau d'algèbres symétriques {\displaystyle \mathrm {Sym} ({\mathcal {E}})}. Le morphisme affine {\displaystyle \rho :\mathrm {Spec} (\mathrm {Sym} ({\mathcal {E}}))\to Y} est alors un fibré vectorielde rang r. Pour tout ouvert affine V de Y sur lequel {\displaystyle {\mathcal {E}}} est libre, {\displaystyle \rho ^{-1}(V)} est isomorphe à l'espace affine {\displaystyle \mathbb {A} _{V}^{r}} sur V.

## Morphismes finis
Un morphisme fini est un morphisme affine {\displaystyle \scriptstyle f:X\to Y} tel que {\displaystyle \scriptstyle f_{*}{\mathcal {O}}_{X}} soit quasi-cohérent de type fini. Cela revient à dire que pour tout ouvert affine {\displaystyle V} de {\displaystyle Y}, {\displaystyle f^{-1}(V)} est affine, et {\displaystyle \scriptstyle {\mathcal {O}}_{X}(f^{-1}(V))} est fini sur {\displaystyle \scriptstyle {\mathcal {O}}_{Y}(V)} (en tant que module). Il suffit que cette propriété soit vraie sur un recouvrement affine de {\displaystyle Y}.
Comme pour les morphismes affines, on a que les immersions fermées sont finies, et que la classe des morphismes finis est stable par composition, produit fibré et changement de base.
Les morphismes finis sont de type fini et même propres.
Si {\displaystyle f} est fini, alors {\displaystyle f^{-1}(y)} est fini (comme ensemble) pour tout point y de Y. Mais cette propriété ne caractérise pas les morphismes finis. Par exemple toute immersion ouverte vérifie cette propriété, mais n'est finie que si elle est aussi fermée.